# Малышка (песня)
«Малышка» — песня российских хип-хоп-исполнителя Моргенштерна и певца Шарлота, выпущенная 8 марта 2020 на лейбле Zhara Music и посвящённая международному женскому дню. В этой песне Моргенштерн и Шарлот признались в любви девушкам.
Ранее артисты пересекались в дебютном выпуске шоу «Студия 69», в рамках которого участники шоу перепевают песни друг друга. Алишер представил мамбл-версию известной песни Шарлота «Щека на щеку», а Шарлот исполнил сингл «Yung Hefner» в своём стиле.
Эта песня с Шарлотом — продолжение серии совместных песен Моргенштерна. В декабре 2019 Алишер записал совместную песню с Клавой Кокой «Мне Пох», а в феврале 2020 выпустил клип на песню «Ратататата», записанную совместно с Витей АК.

## История
Моргенштерн опубликовал кадры со съёмок клипа за месяц до выхода песни, где поздравил всех с Днём святого Валентина.

## Видеоклип
Релиз видеоклипа на трек состоялся 8 марта на официальном YouTube-канале Моргенштерна, в день релиза песни. Видеоклип был снят Basket Films и Никитой Замойским.

### Рецензии
Журнал Собака.ru отмечает отличие данной работы от прошлого видеоклипа Моргенштерна на песню «Ратататата» «лёгким битом, солнцем и атмосферой „Пляжного бездельника“», а также акцентирует внимание на контрасте между стилями исполнителей: «позитивным „морем, джунглями и слоном“» Шарлота и «типичной тусовкой с кучей девушек в бассейне» Моргенштерна.

## Чарты
| Чарт (2020)        | Высшая позиция |
| ------------------ | -------------- |
| Россия (ВКонтакте) | 9              |